# Ferdinand de Langenhagen
Ferdinand Henry Octave de Langenhagen est un homme politique français né le 26 septembre 1859 à Sarre-Union (Bas-Rhin) et mort le 29 juillet 1917 à Paris 3e.

## Biographie
Fils de Ferdinand Octave de Langenhagen, un négociant né en Suisse et protestant, Ferdinand de Langenhagen est diplômé de l'École supérieure de commerce de Paris où il est envoyé à Hambourg, Anvers, Londres et Le Havre pour étudier l'importation et l'exportation de la laine. Son étude eu alors une Mention Spéciale. Après ses études et son service militaire en 1880, il part pour une année aux États-Unis. il entre dans l'entreprise de chapellerie de son père, créé par son grand-père, en Alsace puis en devient directeur. En 1889, à la mort de son père, il devient directeur des deux usines familiales. Il a alors de multiples responsabilités nationales, il est membre du comité du syndicat général de la chapellerie, de la commission permanente des valeurs en douane et à Nancy, il est membre de la chambre de commerce. Il est aussi membre de l'association des industriels de l'Est, de l'association des industriels de France contre les accidents du travail, de la Société de secours des amis des Sciences et membre honoraire de l'Association fraternelle des employés et ouvriers des chemins de fer français.   
Après la guerre de 1870, sa famille s'installe à Lunéville mais lui-même n'y reste qu'à partie de 1892, où il est président des mutualités scolaires et agricoles de l'arrondissement, vice-président de la commission des hospices et membre du comité de la société de bienfaisance des dames protestantes. Il devient d'abord délégué cantonal avant d'être élu conseiller municipal en 1904 pendant un seul mandat puis conseiller général en octobre 1905 après le décès du conseiller précédant. Il est sénateur de Meurthe-et-Moselle de 1912 à 1917, inscrit au groupe de la Gauche démocratique.
Pour son travail il est a été à de multiples reprises récompensé durant les Expositions universelles avec : une Médaille d'or à Paris en 1889 ; une Médaille d'argent à Paris en 1855, Amsterdam en 1883 et Anvers en 1885 ; un Grand prix à Melbourne en 1888 et à Paris en 1900 ; un Grand prix en collectivité à Anvers en 1894 et à Bruxelles en 1897. Il est membre du jury pour l'Exposition universelle de 1906 à Milan section « vêtements », groupe 12 et classe 86.
En 1914, il est mobilisé comme chef d'escadron d'infanterie territoriale et refuse un poste à l'état-major pour un groupe d'artillerie. Il reçoit alors la Croix de guerre 1914-1918 en 1916 après avoir déjà été promu au grade d'Officier de la Légion d'Honneur.
Il meurt le 28 juillet 1917 à Paris. Ses cendres sont déposées au columbarium du Père-Lachaise (case n°2645) avant d'être transportées à Sarre-Union dans le Bas-Rhin le 27 mars 1920,.

### Décoration
- Officier de la Légion d'honneur (1908)
- Chevalier de la Légion d'honneur (1900)
- Croix de guerre 1914–1918 (1916)

## Sources
- « Ferdinand de Langenhagen », dans le Dictionnaire des parlementaires français (1889-1940), sous la direction de Jean Jolly, PUF, 1960 [détail de l’édition]
- Jean El Gammal, François Roth et Jean-Claude Delbreil, Dictionnaire des Parlementaires lorrains de la Troisième République, Serpenoise, 2006 (ISBN 2-87692-620-2 et 978-2-87692-620-2, OCLC 85885906, lire en ligne), p. 160-161